# 中华民国临时大总统
中華民國臨時大總統，简称大总统，是1912年1月1日至1913年10月10日對中華民國临时政府國家元首的稱呼。此職之所以稱為「臨時大總統」而非「大總統」，乃因民國初年內戰頻繁，清廷勢力又未完全終結，臨時大總統只不過由各省都督府所擔任的「各省都督府代表」推選而出；各省都督府代表聯合會认为，“临时大总统名称，除去临时字样，因各省有未独立者，正式宪法尚未制定，正式总统亦无从产生，仍须冠以临时字样”，故决定正式名称仍是“中华民国临时大总统”，所以并非是正式大總統。

## 概要
1911年11月14日，江苏都督程德全通电请孙归国组织统一政府：“大局粗定，军政民政亟须统一，拟联东南各军政府公电，恳请孙中山先生迅速回国，组织临时政府，以一事权。中山先生为首创革命之人，中外人民皆深信仰，组织临时政府舍伊莫属。我公力顾大局，想亦无不赞成。”18日，江北都督蒋雁行表示：“大统领一席非孙中山莫属。”19日，扬州军政府敢死军总指挥边振新登报：“公求孙逸仙先生回国为总统。”安徽都督李烈鈞要求：“電請孫中山先生回國組織臨時政府。”廣東方面亦称：“大總統一職，擬舉孫中山先生。”
12月29日（農曆十一月初十），17個省代表（一省一票）召開臨時大總統選舉會，孙文以16票当选为中华民国临时大总统。1912年1月1日晚10时，中華民國臨時大總統就職典禮在南京總統府（原为清朝兩江總督署）舉行。孙宣誓就任。中华民国临时政府于当日宣布正式成立。但在北京的清朝政府仍存在，中國南北同时出現兩個政權。
自1912年1月12日開始，袁世凱開始勸說清朝皇族交出權力及宣統帝遜位，期間中國同盟會對袁世凱的炸彈暗殺行動失敗，1月18日，孫中山以《五條要約》的方式向袁世凱攤牌，試圖做實南京臨時政府。1月22日，孫中山又以公諸報端的方式將南北雙方幕後談判的内容全部曝光，这不但令袁世凱極其尷尬和不滿，也讓議和全權代表伍廷芳盡失顏面；期間孫中山還試圖向日本借款，以籌備與袁世凱決戰，但未能成功。袁世凯為少生枝節，同意同盟會多人進入總長之列，同盟會最終如願以償。2月12日隆裕太后頒降懿旨，宣統帝退位，袁世凱全權組織臨時共和政府，標誌清朝統治正式結束，中華民國正式取代清朝。
2月13日，袁世凱通電共和，根據南方獨立各省及部分革命黨人的意願，孫中山提出辭職咨文。2月15日，臨時參議院（國會）正式選舉袁世凱為中華民國臨時大總統。3月8日通過《中華民國臨時約法》，將總統制改為內閣制。袁世凱于3月10日在北京就職。

## 臨時大總統列表

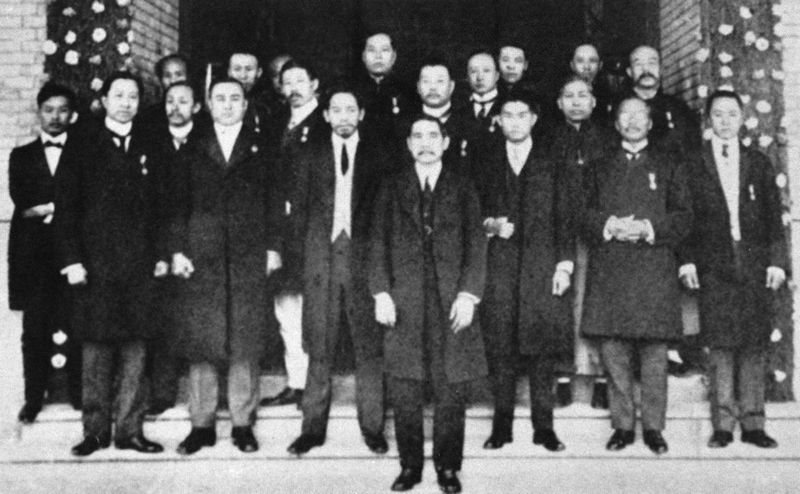
1912年1月1日，孙中山就职中华民国临时大总统后与总统府职员合影

| 任次 | 姓名               | 圖片 | 政黨       | 就職時間      | 卸任時間       | 選舉 |
| ---- | ------------------ | ---- | ---------- | ------------- | -------------- | ---- |
| 1    | 孫中山 (1866–1925) |      | 中國同盟會 | 1912年1月1日  | 1912年4月1日   | 1911 |
| 2    | 袁世凯 (1859–1916) |      | 無黨籍     | 1912年3月10日 | 1913年10月10日 | 1912 |

## 就職誓詞
孫文就職誓詞：

傾覆滿洲專制政府，鞏固中華民國，圖謀民生幸福，此國民之公意；文實遵之，以忠於國，為眾服務。至專制政府既倒，國內無變亂，民國卓立於世界、為列邦公認，斯時文當解臨時大總統之職。謹以此誓於國民。

袁世凱就職誓詞：

民國建設造端，百凡待治，世凱深願竭其能力，發揚共和之精神，滌蕩專制之瑕穢，謹守憲法，依國民之願望，達國家於安全彊固之域，俾五大民族同臻樂利。凡茲志願，率履弗渝。俟召集國會，選定第一期大總統，世凱即行解職。謹掬誠悃，誓告同胞。
大中華民國元年三月初十日

## 第一屆臨時內閣

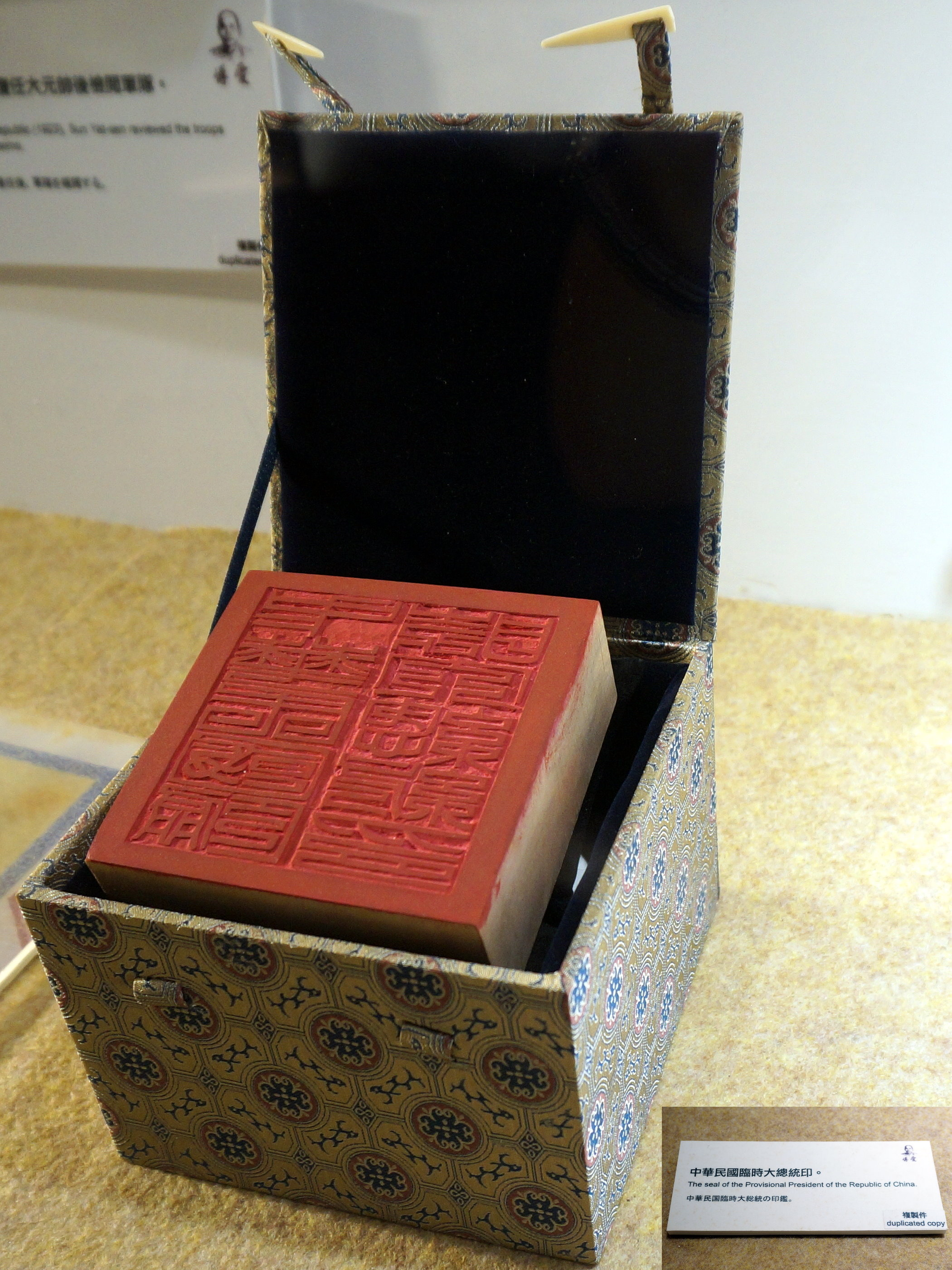
中華民國臨時大總統印複製品，展示於國立國父紀念館

临时大总统之權責由《中華民國臨時政府組織大綱》規定；提出的内阁仿照美国联邦制，設大總統府，不设总理，分作九部，由大总统任命各部总长、次长。中華民國第一屆臨時內閣名单如下：

- 临时大总统：孫中山
- 临时副总统：黎元洪
- 总统府秘书长：胡汉民
- 參謀總長：黃興
- 陆军总长：黄兴，次长：蒋作宾
- 海军总长：黃鍾瑛，次长：汤芗铭
- 司法总长：伍廷芳，次长：吕志伊
- 財政總長：陳錦濤，次長：王鴻猷
- 外交总长：王宠惠，次长：魏宸组
- 内务总长：程德全，次长：居正
- 教育总长：蔡元培，次长：景耀月
- 实业总长：张謇，次长：马君武
- 交通总长：汤寿潜，次长：于右任